# Mochudi
Mochudi es una de las poblaciones más grandes en Botsuana con una población de 44 815 personas en 2011. Está situado en la región tribal de Bakgatla, en el Distrito de Kgatleng, aproximadamente a 37km (23mi) al noreste de Gaborone.  El pueblo se encuentra a varios kilómetros de la carretera principal Gaborone–Francistown, y puede ser accedido a través de una pequeña desviación en Pilane. Mochudi fue poblado por los Tsuana en 1871.
Mochudi se fundó como resultado de los movimientos de población. Bajo la presión de la invasión de los bóeres en sus tierras históricas, la tribu bakgatla emigró de lo que hoy es Sudáfrica y se estableció en 1871 al pie de la colina Phuthadikobo y junto al río Notwane.[4] En esa época, el reverendo Pieter Brink, de la Iglesia Reformada Holandesa, fundó una estación misionera en Mochudi.

## Turismo
Un destino turístico destacado en Mochudi es el Museo de Phuthadikobo en la cima del cerro, el cual contiene viejas fotografías y textos históricos relacionados con Mochudi y a la historia de los Bakgatla. Está albergado en un edificio que fue originalmente la primera escuela de Mochudi.  Por la zona, está la carrocería del primer tractor comprado por un tsuana y huellas enormes que, según la leyenda, pertenecen a "Matsieng", un gigante y antepasado de los Tswana, quién dirigió a su pueblo y los animales del centro de la tierra para habitar el mundo.
Mochudi es conocido por sus casas pintadas tradicionales y todavía posee un tradicional kgotla (sitio de reunión tribal).
Más información sobre los Bakgatla puede ser encontrada en la etnografía de David Suggs titulada "Una bolsa llena de langostas y la Mujer Babuino: Construcciones de Género, Cambio, y Continuidad en Botsuana."
En Mochudi vivía Mma Ramotswe, la heroína de la serie de novelas La Agencia de Detectives para Señoras n.º 1, de Alexander McCall Smith. El Buen Marido de Zebra Drive.  Michelle Obama visitó la localidad durante la gira africano del presidente de los Estados Unidos, Barack Obama, en 2011.

## Educación
Mochudi cuenta con varias escuelas secundarias públicas y una preparatoria, la Preparatoria Molefi. Otras escuelas secundarias son Linchwe II JSS, Kgamanyane JSS, Radikolo JSS, Bakgatle JSS, Sedibelo JSS, y Ithuteng JSS. También está en la localidad el Centro de Rehabilitación Podulogong, que ofrece ayuda en cursos de entrenamiento para ciegos o personas de visión reducida.

## Deportes
En Mochudi hay un equipo que juega en la Liga Premier de Botsuana, el Mochudi Centre Chiefs.
El Club de rugby de Mochudi es un equipo de rugby local establecido en el pueblo.

## Ciudades hermanadas
- Otjiwarongo